# 小林謙五
小林 謙五（こばやし けんご、1893年3月22日 - 1948年4月23日）は、日本の海軍軍人。最終階級は海軍中将。

## 経歴
本籍滋賀県。中村覚陸軍大将の五男として東京府東京市四谷区鮫河橋南町（現・東京都新宿区南元町）に生まれ、小林陣八郎の養子となる。東京府立一中を経て、1914年12月、海軍兵学校（42期）を次席で卒業し、1915年12月、海軍少尉に任官。海軍水雷学校高等科で学ぶ。給油艦「神威」分隊長、「峯風」水雷長、呉鎮守府参謀などを歴任し、1926年11月、海軍大学校（甲種24期）を卒業。
「蓼」艦長、アメリカ駐在、アメリカ大使館付武官補佐官、横須賀鎮守府参謀などの後、海軍省副官兼海相秘書官となり加藤友三郎大臣に仕えた。さらに、侍従武官、給油艦「鶴見」艦長、アメリカ大使館付武官、「球磨」「高雄」「陸奥」の各艦長などを歴任。1941年10月、海軍少将に進級し、第1艦隊参謀長として太平洋戦争を迎えた。
その後、呉鎮守府参謀長、連合艦隊参謀副長などを勤め、1944年10月、海軍中将となった。旅順方面特別根拠地隊司令官として終戦を迎え、ソ連軍の捕虜となり、ハバロフスクの特別第四十五収容所に送られた。シベリア抑留中の1948年4月23日、ハバロフスクの南方70キロメートルほどの所にあるホール市の抑留者専用病院において戦病死した。国内では公職追放の仮指定を受けた。

## 親族
- 兄 中村謙一（鉄道官僚）・中村謙二（陸軍大佐）